# Лямкин, Никита Александрович
Ники́та Алекса́ндрович Ля́мкин (род. 6 февраля 1996, Бийск, Алтайский край) — российский хоккеист, защитник клуба «Ак Барс», выступающего в КХЛ. Мастер спорта России (2021).

## Биография
Начал заниматься хоккеем в Бийске. Воспитанник «Металлурга» Новокузнецк. В сезоне 2012/13 дебютировал в команде МХЛ «Кузнецкие медведи». Затем уехал в команду QMJHL «Шикутими Сагенинс». В первом сезоне провёл 65 матчей, во втором из-за травмы пропусти семь месяцев. В сезонах 2015/16 — 2016/17 играл в КХЛ за «Металлург» Новокузнецк. Летом 2017 года был обменян в «Ак Барс». 
27 октября 2024 года набрал 100-е очко в КХЛ, забросив шайбу в ворота команды «Адмирал». В конце декабря 2024 года был признан лучшим защитником месяца.
В феврале 2025 года принял участие на Матче всех звёзд КХЛ.
Участник юниорского чемпионата мира 2014 года.

## Достижения
- Чемпион России и обладатель Кубка Гагарина (2018)
- Бронзовый призёр чемпионата МХЛ (2017)
- Серебряный призёр чемпионата России (2020, 2023)